# Сасаки, Садако
Садако Сасаки (яп. 佐々木 禎子 Сасаки Садако, 7 января 1943 года — 25 октября 1955 года) — японская девочка, жившая в городе Хиросима.
6 августа 1945 года во время атомной бомбардировки Хиросимы она находилась всего в полутора километрах от эпицентра взрыва. Умерла через 10 лет от лейкемии, которая, скорее всего, стала последствием радиационного облучения. Садако Сасаки стала одной из самых известных хибакуся (жертв атомных бомбардировок Хиросимы и Нагасаки).

## Биография

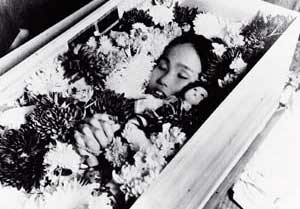
Посмертная фотография Садако Сасаки

В момент детонации «Малыша» двухлетняя Садако была дома. Взрывная волна вынесла её через окно, но девочка осталась жива. Когда мать нашла её, она не заметила у дочери каких-либо видимых травм. До 1954 года Садако росла обычной девочкой и даже была членом эстафетной команды класса. В ноябре 1954 года у неё проявились первые признаки болезни — на шее и позади ушей проявилась опухоль.
В январе 1955 года опухоль появилась на ногах, и 20 февраля девочка была госпитализирована с диагнозом лейкемия. По мнению докторов, ей оставалось жить не больше года. 21 февраля её перевели в хиросимскую больницу Красного Креста для лечения и переливания крови. К тому времени уровень лейкоцитов в её крови был в шесть раз выше по сравнению со средним уровнем обычного ребёнка.
В августе 1955 года она переехала в палату, где её соседкой оказалась Киё, всего на два года старше. Вскоре друзья Киё принесли ей бумажных журавликов. Отец Садако, Сигэо, узнав от дочери о журавликах, рассказал ей легенду, согласно которой человек, сложивший тысячу бумажных журавликов, может загадать желание, которое обязательно исполнится. Легенда впечатлила Садако, и она, как многие другие пациенты, стала складывать журавликов из любых попадавших в её руки кусочков бумаги. Её подруга Тидзуко Хамамото приносила ей для этого кучу бумаги из школы.
Между тем здоровье Садако постепенно ухудшалось. Примерно в середине октября левая нога распухла и приобрела фиолетовый цвет. После того, как семья уговорила её поесть, Садако попросила чай с рисом. Затем она поблагодарила семью, и это были её последние слова. 25 октября 1955 года девочка умерла в возрасте 12 лет.
По легенде из книги «Садако и тысяча бумажных журавликов», она успела сделать лишь 644 журавлика. Её друзья якобы закончили работу, и Садако была похоронена вместе с тысячей бумажных журавликов. Однако на выставке, посвящённой Садако в Мемориальном музее мира Хиросимы, приводится информация о том, что девочка успела смастерить около 1300 бумажных журавликов. Брат Садако, Масахиро, в своей книге «Полная история Садако Сасаки» тоже подтвердил, что сестра на момент смерти уже успела сложить заветную тысячу журавликов.

## Памятники и парки

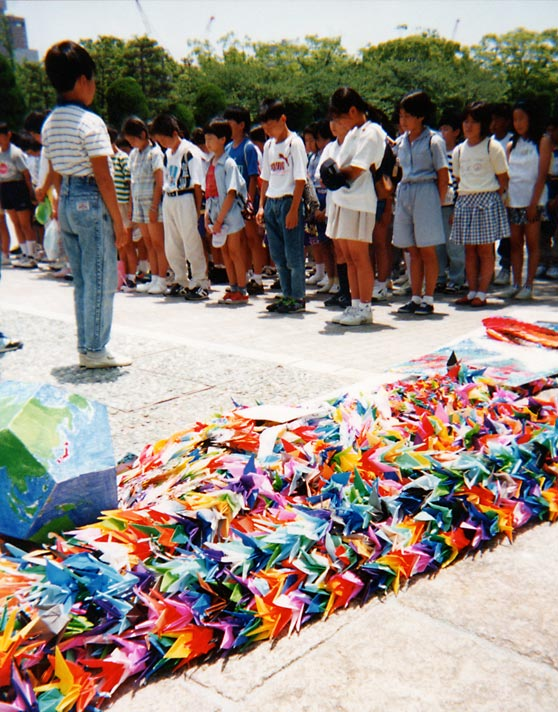
Японские школьники принесли 1000 бумажных журавликов-оригами к мемориалу Садако Сасаки в Хиросиме

Садако Сасаки стала символом неприятия ядерной войны.

### Памятник в Хиросиме
Вдохновлённые её мужеством и силой воли, друзья и одноклассники Садако опубликовали её письма. Они начали планировать строительство монумента в память о Садако и обо всех детях, погибших от атомной бомбардировки. Молодые люди со всей Японии начали собирать средства на этот проект.
В 1958 году в Парке Мира в городе Хиросима была установлена статуя, изображающая Садако с бумажным журавликом в руке. Надпись на постаменте гласит: «Это наш плач. Это наша молитва. Мир во всём мире».

### Памятник в Сиэтле

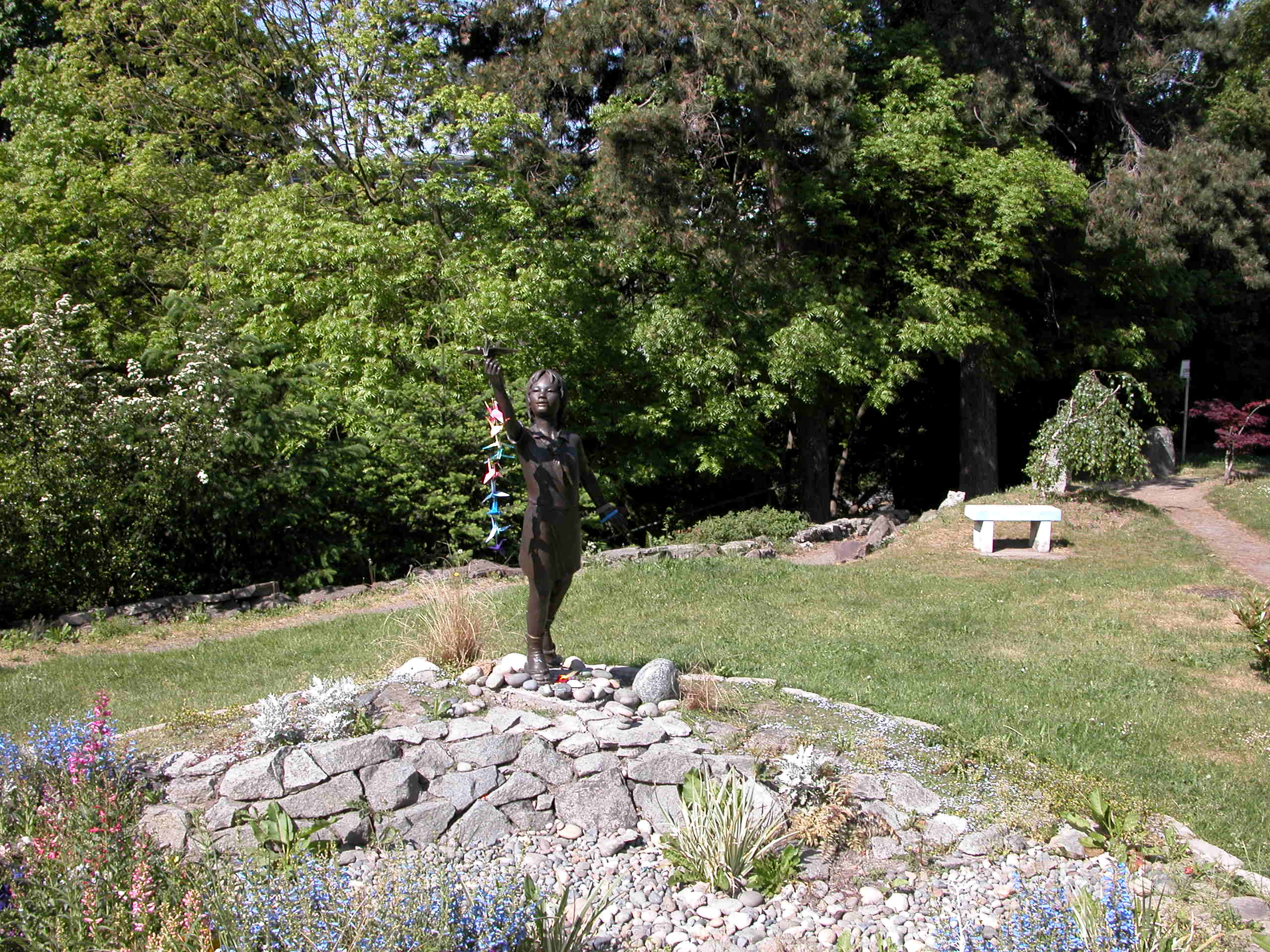
Памятник Садако Сасаки в Сиэтле

Существует статуя Садако и в Парке Мира города Сиэтл, США. Статуя в натуральную величину также изображает девочку с бумажным журавликом в руках. На постаменте написано:
| SADAKO SASAKI PEACE CHILD SHE GAVE US THE PAPER CRANE TO SYMBOLIZE OUR YEARNING FOR PEACE IN THE WORLD. |

(Садако Сасаки. Дитя мира. Она подарила нам бумажного журавлика, символизирующего нашу надежду на мир во всём мире).

### Сад Мира имени Садако в Санта-Барбаре
Сад Мира Садако (англ. Sadako Peace Garden) был открыт 6 августа 1995 года к 50-летию атомной бомбардировки Хиросимы и назван в честь Садако Сасаки. 30 июня 2002 года парк вошёл в сеть «Сады Мира».
Сад расположен в La Casa Maria Retreat Center в городе Санта-Барбара, Калифорния, США. Он создан Изабель Грин (англ. Isabelle Greene) и Ирмой Кават (англ. Irma Cavat) как сад для размышления и вдохновения (проект Nuclear Age Peace Foundation и La Casa de Maria).
В глубине сада стоят камни, на которых вырезаны журавли.

### Памятник бумажному журавлику
26 октября 2000 года Ассоциацией Студентов Муниципальной Юношеской Высшей Школы Нобори-тё был открыт памятник бумажному журавлику. На постаменте памятника вырезаны слова: «Prayers of the paper cranes here».

## Малая планета
14 июня 2003 года в честь Садако Сасаки малой планете, открытой 6 ноября 1996 года Такао Кобаяси в Оидзумианской обсерватории, присвоено наименование (7616) Sadako.

## Садако в творчестве

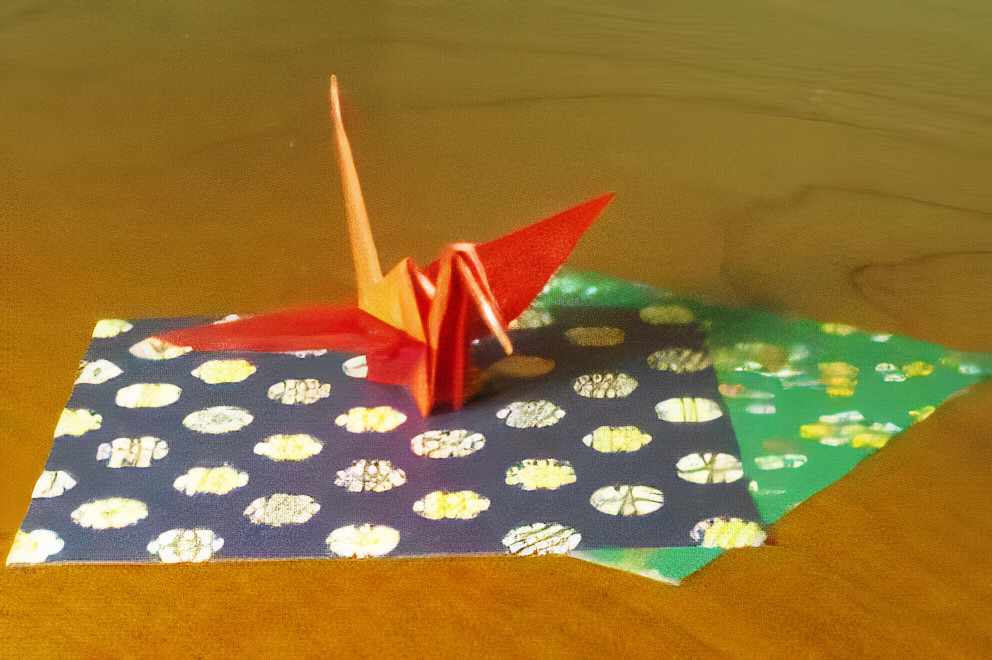
Традиционный бумажный журавлик, выполненный при помощи оригами

О Садако были изданы детские книги, комиксы, сняты фильмы и мультфильмы, написана музыка.
- Самая известная из книг — книга Элеанор Коэр[англ.] «Садако и тысяча бумажных журавликов» (англ. «Sadako and the Thousand Paper Cranes»), которая вышла в 1977 году и была издана в 18 странах мира. В США по ней снят фильм.
- Трагическая судьба Садако Сасаки послужила основой для сюжета художественного фильма «Здравствуйте, дети!», снятого в 1962 году на киностудии им. М. Горького (режиссёр Марк Донской).
- Песня «Японский журавлик» (музыка Серафима Туликова, стихи Владимира Лазарева):

Вернувшись из Японии, пройдя немало вёрст,

Бумажного журавлика товарищ мне привёз.

С ним связана история, история одна —

Про девочку, которая была облучена…
— Песня «Японский журавлик»
- Песня «Бумажные журавлики» (музыка и стихи Ирины Грибулиной, исполнитель Роза Рымбаева):

Маленьких журавликов весёлых

Из листов бумаги разноцветной

Девочка упорно мастерила —

Безнадёжно спорила со смертью…
— Песня «Бумажные журавлики»
- Тема собирания тысячи бумажных журавликов для исполнения желания использовалась в 11 эпизоде второго сезона аниме «Призрак в доспехах: Синдром одиночки».
- В манге и аниме Kodomo no Jikan «(Детское время)» главная героиня Рин собирает тысячу журавликов, чтобы её мать не умерла от рака.
- Песня «Дочь Самурая» группы «Сплин» посвящена Садако Сасаки[6].
- Тема стихотворения «Журавли» поэта Расула Гамзатова была навеяна посещением расположенного в Хиросиме памятника Садако Сасаки.
- Садако Сасаки — одна из четырёх известных девочек, историям которых посвящено произведение Юрия Яковлева «Страсти по четырём девочкам. Мистерия» (Таня Савичева, Анна Франк, Садако Сасаки, Саманта Смит).
- Стихотворение FLIGHT «Журавли мира».
- В песне «Журавлики» группы Alai Oli тысяча журавликов упоминается как «лекарство от боли».
- Песня Олега Медведева «Журавлик».
- Легенда о Садако и тысяче бумажных журавликах упоминается в книге Г. А. Зотова «Сказочник».
- Песня «Chizuru» группы the GazettE.
- Стихотворение Алексея Воеводина «Журавлики»[7].
- Песня группы Heaven Shall Burn «Passage Of The Crane»
- Песня Алексея Романоф «Black origami»